# Charlotte e Laura Tremble
Charlotte Tremble (Compiègne, 4 giugno 1999) e  
Laura Tremble (Compiègne, 4 giugno 1999) sono due sincronette francesi.

## Carriera
Le gemelle hanno iniziato a praticare il nuoto sincronizzato all'età di sei anni nel club di Senlis. L'anno successivo, hanno preso parte a uno stage con Virginie Dedieu, tre volte campionessa del mondo nella disciplina. All'inizio, si sono rifiutate di unirsi al Pôle Espoirs della Federazione, il che non ha impedito loro di vincere i Campionati francesi all'età di 14 anni nel 2013.
All'età di 15 anni sono entrate all'INSEP per combinare la loro istruzione e formazione. Nel 2016 hanno ottenuto un diploma di liceo scientifico e si iscrivono all'Institut polytechnique des sciences avancées.
Sono state selezionate per la squadra francese nel 2015 e hanno preso parte ai Giochi europei per la loro prima competizione senior.
Agli Campionati europei di nuoto 2018, le gemelle sono arrivate 7º in classifica, a soli cinque punti dal podio. A luglio 2019, durante i Campionati mondiali di nuoto 2019 di Gwangju in Corea del Sud, il duo si è classificato 8° e ha ottenuto il biglietto per i giochi olimpici di Tokio 2020.
Nel 2020 sono arrivate seconde nel duo tecnico dell'Open de France.

## Palmarès
- Giochi europei

Cracovia 2023: oro nella routine acrobatica e bronzo nella gara a squadre programma tecnico

### Coppa del Mondo
- 3 podi:
  - 3 terzi posti (3 nella gara a squadre)